# Жилой дом кооператива «Научные работники»
Жило́й дом кооперати́ва «Нау́чные рабо́тники» — многоквартирный дом, расположенный на Зубовском бульваре в районе Хамовники Центрального административного округа Москвы. Построен по проекту архитектора Андрея Николаевича Корноухова в 1934 году. В здании восемь этажей, оно имеет зигзагообразную в плане форму. Дому присущи черты конструктивистского стиля — вертикальные витражи лестничных клеток и окна с угловым остеклением, часть окон — лежачие.
В этом доме в квартире № 46 прожил последние 5 лет жизни (с 1934 по 1939) инженер и изобретатель Владимир Григорьевич Шухов. В 2018 году на здании была установлена мемориальная табличка в память о нём.